# Municipio de San Antonio de la Cal
El municipio de San Antonio de la Cal es uno de los 570 municipios que conforman al estado mexicano de Oaxaca. Pertenece al distrito centro, dentro de la región valles centrales. Su cabecera es la localidad de San Antonio de la Cal.

## Geografía
El municipio abarca 10.34 km² y se encuentra a una altitud promedio de 2180 m s. n. m., oscilando entre 1500 y 2200 m s. n. m.

## Demografía
De acuerdo al último censo, realizado por el INEGI en 2010, en el municipio habitan 21 456 personas, repartidas entre 8 localidades.